# 69312 Роджербекон
69312 Роджербекон (69312 Rogerbacon) — астероїд головного поясу, відкритий 24 вересня 1992 року.
Тіссеранів параметр щодо Юпітера — 3,556.
Названо на честь англійського філософа Роджера Бекона (1214-1294)